# لويغي دانوفا
لويغي دانوفا (بالإيطالية: Luigi Danova)‏ هو لاعب كرة قدم إيطالي في مركز الدفاع، ولد في 5 يونيو 1952 في سانت أنجيلو لوديجيانو في إيطاليا. شارك مع منتخب إيطاليا تحت 23 سنة لكرة القدم ومنتخب إيطاليا لكرة القدم. أما مع النوادي، فقد لعب مع نادي تشيزينا ونادي تورينو ونادي فاريسي ونادي كومو ونادي ليتشي ونادي مانتوفا ويوفنتوس.

## وصلات خارجية
- لويغي دانوفا على موقع قاعدة بيانات كرة القدم.إي يو (الإنجليزية)
- لويغي دانوفا على موقع عالم كرة القدم.نت (الإنجليزية)